# Midden-Groningen
Midden-Groningen is sinds 1 januari 2018 een gemeente bestaande uit de voormalige gemeenten Hoogezand-Sappemeer, Slochteren en Menterwolde in de Nederlandse provincie Groningen. De gemeenten zijn samengegaan in het kader van de gemeentelijke herindeling in de provincie Groningen 2013-2018. De gemeente heeft 61.433 inwoners per 22 november 2024 (bron: CBS) en is hiermee de derde gemeente van de provincie qua inwonertal na Groningen en Westerkwartier.
De verschillende delen van de gemeente worden vanouds tot de landstreken Duurswold, Oldambt en Veenkoloniën gerekend.

## Naam
Op 15 maart 2016 werd de nieuwe naam voor de drie gemeenten bekendgemaakt in het dorpscentrum van Zuidbroek. Er kon gestemd worden op drie namen: Hogewolden, Woldmeren en Midden-Groningen. Met 48 procent van de stemmen werd uiteindelijk door de inwoners voor de naam Midden-Groningen gekozen. Op 26 april 2016 is deze naam bekrachtigd door de drie gemeenteraden.

## Kernen
De gemeente bestaat uit de volgende plaatsen. De hoofdplaats en grootste plaats is Hoogezand.
| Woonplaats (BAG) | Inwoners 2023 |
| ---------------- | ------------- |
| Hoogezand        | 22.080        |
| Sappemeer        | 8.235         |
| Muntendam        | 4.730         |
| Zuidbroek        | 3.585         |
| Siddeburen       | 3.265         |
| Harkstede        | 3.040         |
| Slochteren       | 2.285         |
| Noordbroek       | 1.875         |
| Meeden           | 1.710         |
| Schildwolde      | 1.665         |
| Kropswolde       | 1.635         |
| Kolham           | 1.375         |
| Foxhol           | 975           |
| Westerbroek      | 880           |
| Kiel-Windeweer   | 855           |
| Froombosch       | 830           |
| Hellum           | 560           |
| Overschild       | 510           |
| Scharmer         | 485           |
| Tjuchem          | 270           |
| Steendam         | 185           |
| Tripscompagnie   | 110           |
| Woudbloem        | 105           |
| Luddeweer        | 65            |
| Waterhuizen      | 20            |

Verder bestaat de gemeente uit de volgende buurten, buurtschappen en gehuchten: Achterdiep, Beneden Veensloot, Blokum, Borgercompagnie (deels), Borgweg, Boven Veensloot,  De Oosterzanden (De Zanden), De Westerzanden (Akkereinde), Denemarken, Duurkenakker, Foxham, Foxholsterbosch, Gaarland, Heidenschap, Jagerswijk, Kalkwijk, Klein Harkstede, Kleinemeer, Korengarst, Lageland, Leentjer, Lula, Martenshoek, Meerwijck, Nieuwe Compagnie, Oostwold, De Paauwen, Ruiten, Schaaphok, Siddebuursterveen, Spitsbergen, Stootshorn, Tusschenloegen, Tussenklappen, Uiterburen, Veendijk, Wilderhof, Wolfsbarge en De Zanden.
Het deel van Meerstad dat bij Slochteren behoorde is per 1 januari 2017 toegevoegd aan de gemeente Groningen en is dus niet meegegaan in de fusie.

### Aangrenzende gemeenten
| Aangrenzende gemeenten | Aangrenzende gemeenten | Aangrenzende gemeenten | Aangrenzende gemeenten | Aangrenzende gemeenten |
| ---------------------- | ---------------------- | ---------------------- | ---------------------- | ---------------------- |
|                        |                        | Eemsdelta              |                        |                        |
|                        |                        |                        |                        |                        |
| Groningen              | Oldambt                |                        |                        |                        |
|                        |                        |                        |                        |                        |
| Tynaarlo (Dr)          |                        | Aa en Hunze (Dr)       |                        | Veendam                |

## Bevolking
De gemeente Midden-Groningen had op 1 januari 2024 61 450 inwoners.
- 1 januari 2000 - 60 430 inwoners**
- 1 januari 2005 - 61 873 inwoners**
- 1 januari 2010 - 62 812 inwoners**
- 1 januari 2015 - 62 114 inwoners**
- 1 januari 2018 - 60 953 inwoners
- 1 januari 2020 - 60 797 inwoners
- 1 januari 2023 - 61 554 inwoners
- 1 januari 2024 - 61 450 inwoners

(Bron CBS Statline) **=Hoogezand-Sappemeer, Slochteren en Menterwolde

## Politiek

### College van B&W
- Erica van Lente, burgemeester (PvdA)[3]
- Markus Ploeger, wethouder en 1e locoburgemeester (GemeenteBelangen Midden-Groningen)[3]
- Annemiek Hoesen-Spithorst, wethouder en 2e locoburgemeester (Boer & Burger Partij Midden-Groningen)[3]
- Erik Drenth, wethouder en 3e locoburgemeester (CDA), in verband met ziekte tijdelijk vervangen door Erianne van der Burg (CDA)[3]
- Evert Offereins, wethouder en 4e locoburgemeester (VVD)[3]

### Gemeenteraad
De door de instelling van Midden-Groningen benodigde herindelingsverkiezingen werden gehouden op 22 november 2017. De nieuwe raad trad aan op 2 januari 2018. De verkiezingen in maart 2022 zorgden voor een grote wisseling in de politieke verhoudingen. Gemeentebelangen steeg naar acht zetels en Leefbaar Midden Groningen, die een strategische alliantie was aangegaan met de BBB behaalde zes zetels. De traditionele cq landelijke partijen moesten, met uitzondering van een stabiel gebleven D66, verliezen incasseren.
| Partij                   | 2017           | 2017   | 2017   | 2022           | 2022   | 2022   |
| Partij                   | aantal stemmen | %      | zetels | aantal stemmen | %      | zetels |
| ------------------------ | -------------- | ------ | ------ | -------------- | ------ | ------ |
| Gemeentebelangen         | 2.546          | 14,8   | 5      | 5.368          | 23,41  | 8**    |
| BBB-LMG                  | 805            | 4,7    | 1      | 3.851          | 16,79  | 6*     |
| PvdA                     | 2.635          | 15,4   | 5      | 2.909          | 12,69  | 4      |
| SP                       | 2.279          | 13,3   | 5      | 2.000          | 8,72   | 3      |
| CDA                      | 1.645          | 9,6    | 4      | 1.959          | 8,54   | 3      |
| ChristenUnie             | 2.046          | 11,9   | 4      | 1.957          | 8,54   | 3      |
| VVD                      | 2.161          | 12,6   | 4      | 1.833          | 7,99   | 2      |
| GroenLinks               | 1.301          | 7,6    | 3      | 1.791          | 7,81   | 2      |
| D66                      | 1.051          | 6,1    | 2      | 1.264          | 5,51   | 2      |
| Seniorenpartij Groningen | 394            | 2,3    | 0      |                |        |        |
| Roodgewoon               | 292            | 1,7    | 0      |                |        |        |
| Totaal                   | 17.155         | 100    | 33     | 22.932         | 100    | 33     |
| Opkomstpercentage        |                | 35,15% |        |                | 46,26% |        |

- Vijf raadsleden splitsten zich in 2022 af van BBB-LMG en vormden de nieuwe fractie Boer Burger Partij Midden-Groningen.[5][6]
- Eén raadslid splitste zich in 2023 af van GBMG en sloot zich aan bij de fractie van GroenLinks. In mei 2024 splitste hij zich ook af van GroenLinks en besloot hij verder te gaan als Lijst Jan Hulzebos[7].

## Openbaar vervoer
Aan de spoorlijn Groningen - Bad Nieuweschans liggen vier stations binnen de gemeente Midden-Groningen: Kropswolde, Martenshoek, Hoogezand-Sappemeer en Zuidbroek. De treinen van Arriva rijden tweemaal per uur tussen Groningen en Winschoten (en eenmaal per uur rijdt die verder naar Duitsland) en (sinds 1 mei 2011) tweemaal per uur tussen Groningen en Veendam. Daarmee vertrekt vanaf alle treinstations elk kwartier een trein naar Groningen.
| Serie            | Treinsoort         | Route                                                                            | Bijzonderheden |
| ---------------- | ------------------ | -------------------------------------------------------------------------------- | --- |
| 20100 RS 6 RB 57 | Stoptrein (Arriva) | Groningen – Hoogezand-Sappemeer – Zuidbroek – Bad Nieuweschans – Weener – ‒ Leer | Ook wel Wiederline genoemd. Vanwege brugschade geen treinverkeer mogelijk tussen Weener en Leer. Op dit traject rijdt lijnbus 620 van Weser-Ems Bus. Er rijden ook Arrivabussen tussen Groningen en Leer v.v. |
| 37500 RS 6       | Stoptrein (Arriva) | Groningen – Hoogezand-Sappemeer – Zuidbroek – Winschoten – Bad Nieuweschans      | Enkele ritten starten/eindigen in Bad Nieuweschans. |
| 37800 RS 7       | Stoptrein (Arriva) | Groningen – Hoogezand-Sappemeer – Zuidbroek – Veendam                            | |

De volgende buslijnen van onder andere Qbuzz, UVO en De Grooth Vervoer verzorgen het openbaar vervoer in de gemeente Midden-Groningen:
| Lijn | Route | Vervoerder      |
| ---- | --- | --------------- |
| 5    | Annen - Zuidlaren - Westlaren - Haren - Groningen - (Tersluis) / (Harkstede - Scharmer)                       | Qbuzz           |
| 13   | Veendam - Muntendam - Meeden - Westerlee - Heiligerlee - Winschoten                                           | Qbuzz           |
| 43   | Woldendorp - Termunten - Termunterzijl - Farmsum - Delfzijl                                                   | Qbuzz           |
| 76   | Groningen - Waterhuizen - Westerbroek - Foxhol - Hoogezand                                                    | Qbuzz           |
| 78   | Siddeburen - Leentjer - Wagenborgen - Woldendorp                                                              | Qbuzz           |
| 107  | Groningen Zernike - Hoogezand - Kielwindeweer - Annerveenschekanaal - Bareveld - Stadskanaal                  | Qbuzz           |
| 171  | Groningen Zernike - Hoogezand - Kielwindeweer - Borgercompagnie - Veendam                                     | Qbuzz           |
| 174  | Zuidbroek - Muntendam - Veendam                                                                               | Qbuzz/De Grooth |
| 178  | Groningen - Kolham - Froombosch - Slochteren - Schildwolde - Hellum - Siddeburen - Appingedam                 | Qbuzz           |
| 274  | Zuidbroek - Muntendam - Meeden - Veendam                                                                      | Qbuzz/De Grooth |
| 515  | Hoogezand - Sappemeer                                                                                         | De Grooth       |
| 516  | Hoogezand - Foxhol - Kolham - Scharmer - Harkstede                                                            | De Grooth       |
| 517  | Hoogezand - Sappemeer - Zuidbroek - Noordbroek                                                                | De Grooth       |
| 549  | Appingedam - Laskwerd - Steendam - Siddeburen - Noordbroek - Scheemda                                         | UVO             |
| 564  | Appingedam - Laskwerd - Overschild - Wittewierum - Woltersum - Ten Boer                                       | UVO             |
| 678  | Noordbroek - Slochteren - Schildwolde - Hellum - Siddeburen - Leentjer - Wagenborgen - Nieuwolda - Woldendorp | Qbuzz           |

## Bezienswaardigheden
- Nederlands Hervormde begraafplaats (Hoogezand) met toren (1783) en gietijzeren graftekens
- Sint Willibrorduskerk te Sappemeer (1873), architect Pierre Cuypers
- N.H. Kerk (Koepelkerk) te Sappemeer (1653)
- Borg Welgelegen, met Franse tuin net buiten Sappemeer (de enige overgebleven buitenplaats van de Groninger veenkoloniën uit circa 1750; de tuin is in renaissancestijl aangelegd)
- In Slochteren staat een van de best bewaarde Groninger borgen, de Fraeylemaborg.

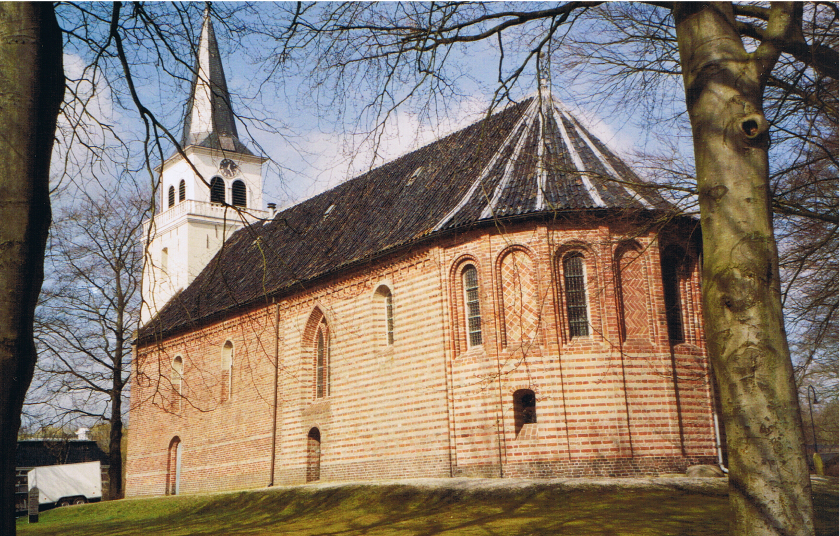
Walfriduskerk (Hellum), 11e eeuw
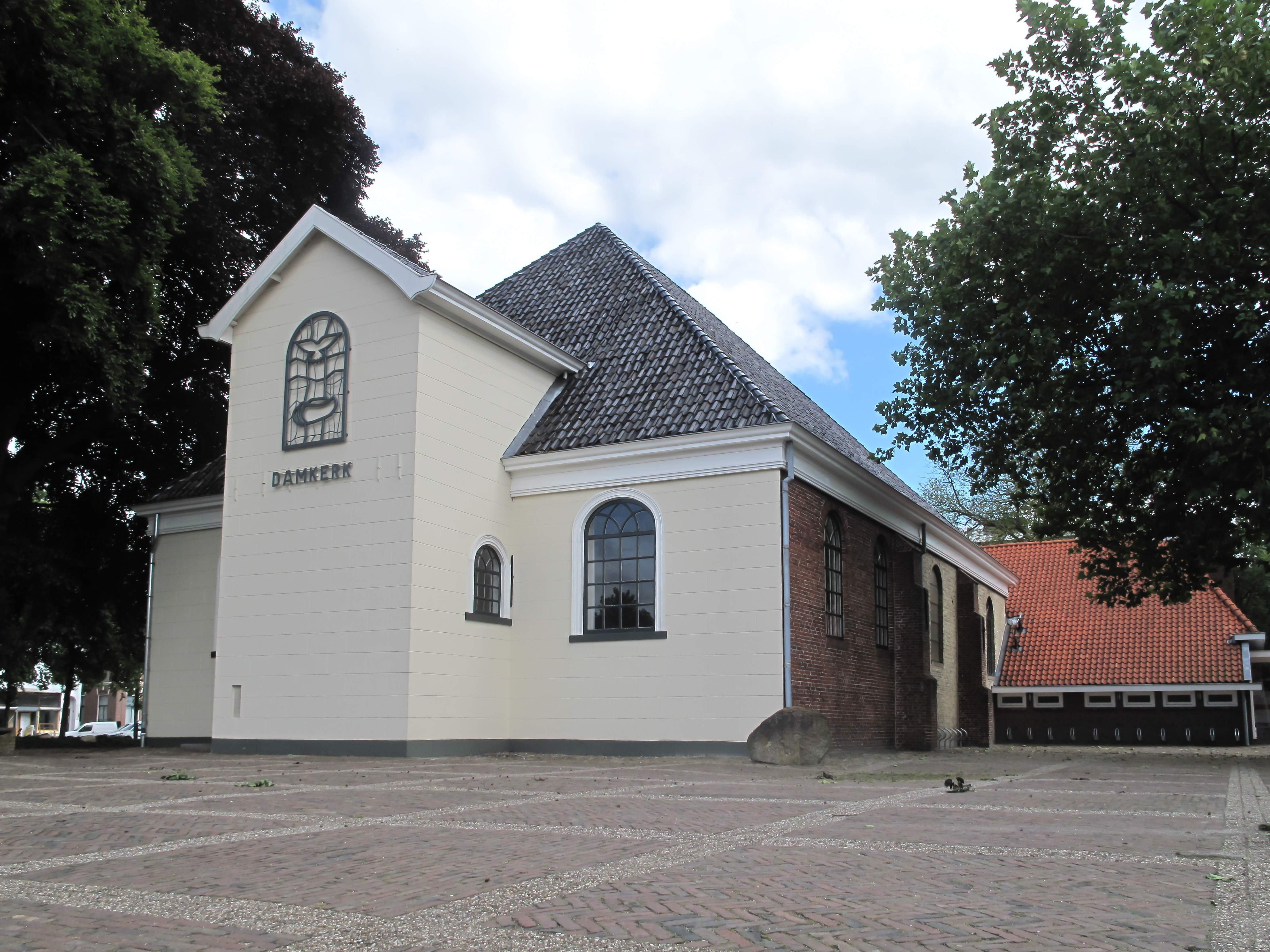
N.H. Kerk, Hoogezand  (1669)
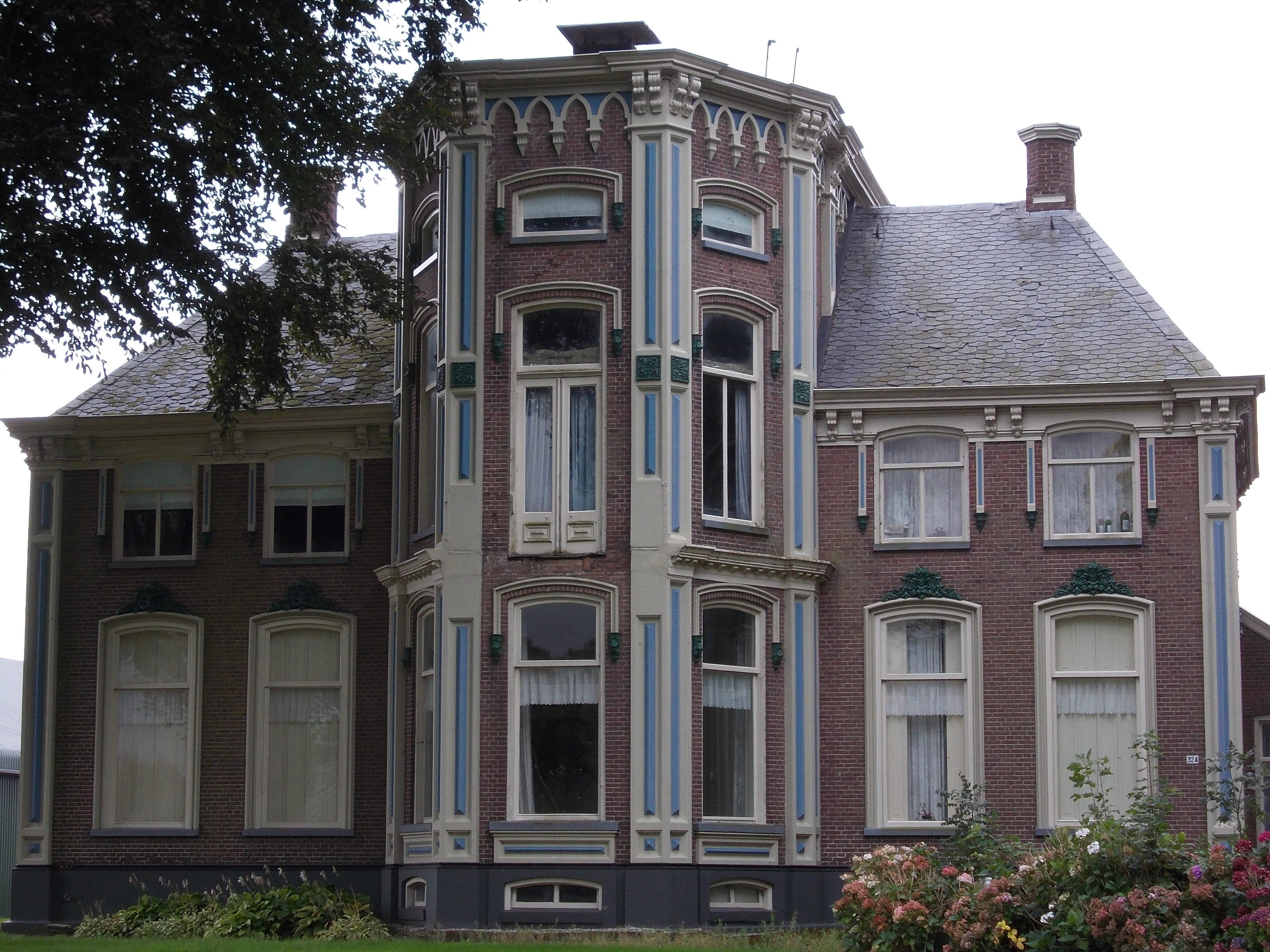
Dwarshuisboerderij in eclectische stijl, Meeden
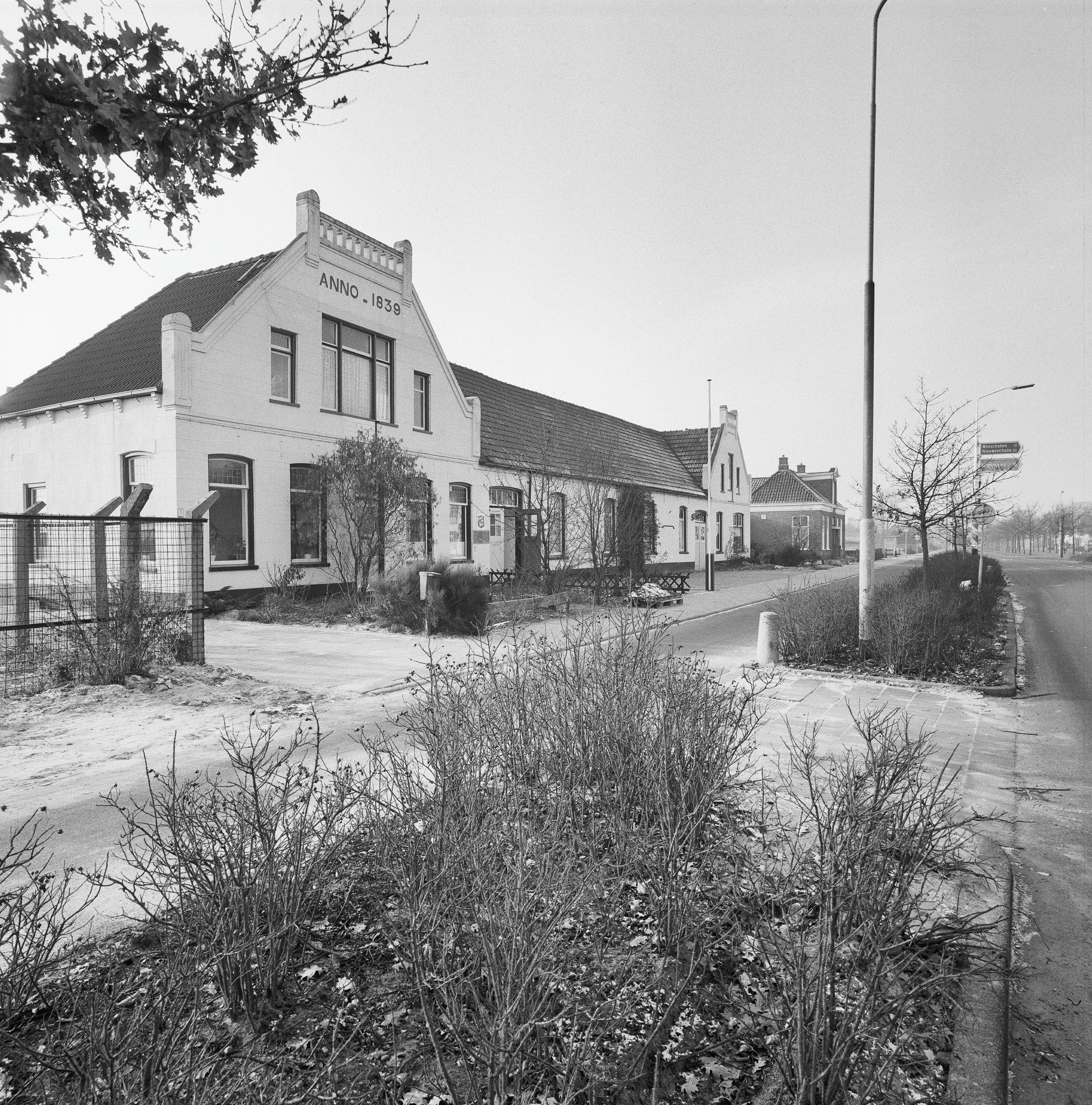
moutwijnfabriek 'De Vlijt', Sappemeer
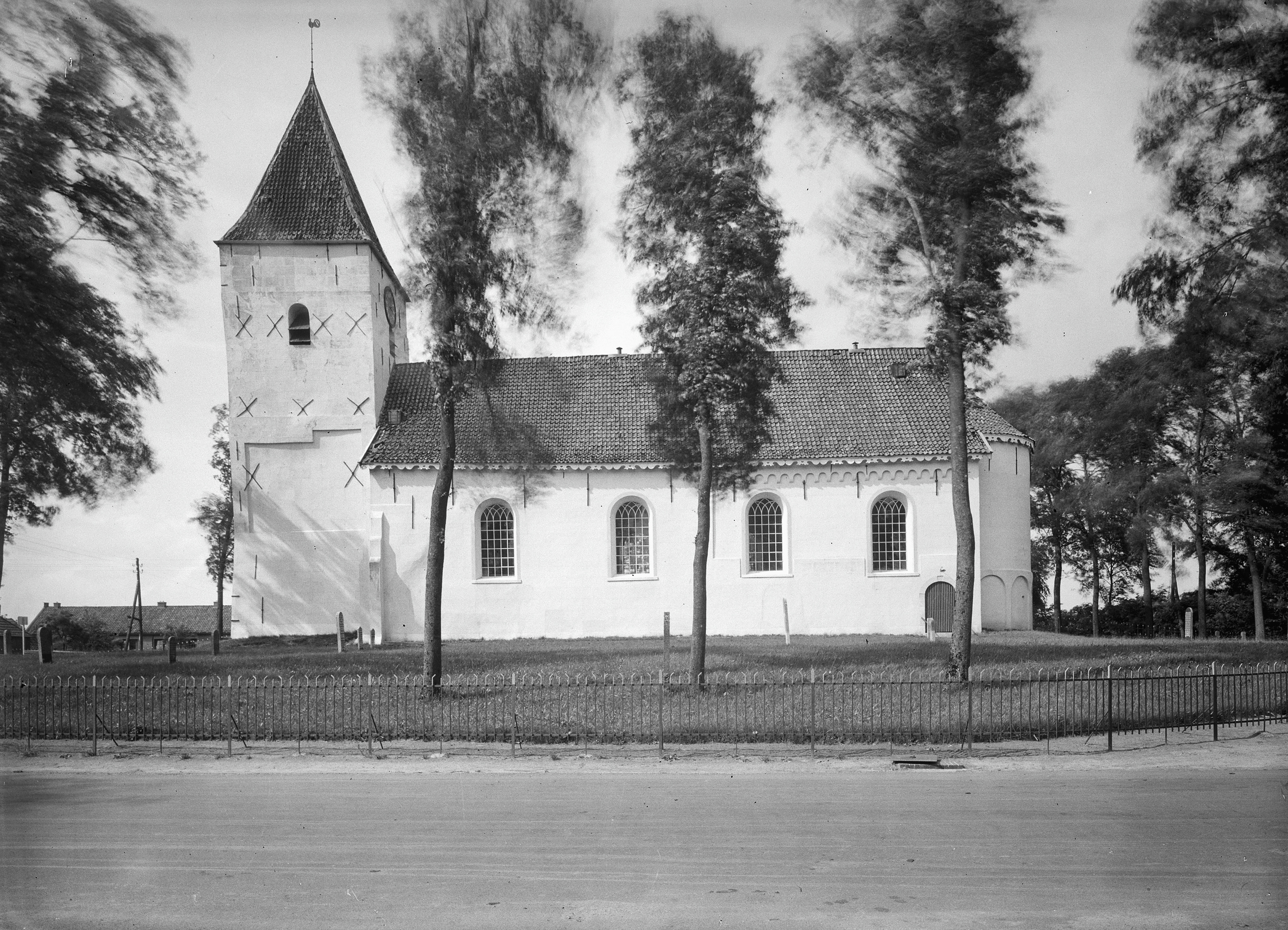
Kerk van Siddeburen, 12e eeuw

## Cultuur

### Monumenten
In Midden-Groningen zijn er een aantal rijksmonumenten, gemeentelijke monumenten en oorlogsmonumenten, zie:
- Lijst van rijksmonumenten in Midden-Groningen
- Lijst van gemeentelijke monumenten in Midden-Groningen
- Lijst van oorlogsmonumenten in Midden-Groningen

### Kunst in de openbare ruimte
In Midden-Groningen zijn diverse beelden, sculpturen en objecten geplaatst in de openbare ruimte, zie:
- Lijst van beelden in Midden-Groningen

### Theater
Het Kielzog, onderdeel van het gemeentehuis in Hoogezand, is een theater, muziekschool, bibliotheek en kunstwerkplaats. De theaterzaal in het Kielzog heeft 400 zitplaatsen.

## Economie

### Scheepsbouw
't Hoofdkantoor van scheepswerf Royal Bodewes, begonnen in Martenshoek, staat in Hoogezand.

### Winkelen
Winkelen kan men onder meer in winkelcentrum De Hooge Meeren. Andere winkelcentra zijn te vinden in Martenshoek en Sappemeer. Sinds 2007 wordt een winkelcentrum ingericht in het zuiden van de stad onder de naam "Winkelpark".

## Sport
In Midden-Groningen zijn diverse sportverenigingen:
- Algemeen: SVN
- Badminton: BC Aristo, BC Bahosa, Drop Shot '74, BC Sportief Hoogezand
- Basketbal: Typhoons
- Gymnastiek / Turnen: FGV Foxhol, DFS (omnivereniging), SSV, WEO
- Handboogschieten: True Flight Archery
- Hockey: MHC DASH
- Judo: Hudo-Ryu Muntendam, Judovereniging Shi-Han
- Korfbal: Goorecht
- Tennis: LTC de Kalkwijck, LTC NOHN, TV Aloë, TV Muntendam, TV de Stirum, T.i.o.l.o
- Voetbal: FVV, VV Hoogezand, HS '88, VV Froombosch, VV HSC, VV Kiel-Windeweer, VV Kwiek, VV Meeden, VV Muntendam, VV SVG, VV Siddeburen, VV Westerbroek, VV ZNC
- Volleybal: Krathos, DFS
- Watersport: Kanovereniging De Futen, Zeilvereniging Zuidlaardermeer
- Zwemmen: Z & PC de Inktvis, Zwemvereniging De Pinquin, JRVS de Watervrienden , De Brug Midden-Groningen

De volgende sportaccommodaties bevinden zich in de gemeente:
- Manege Nieboer, Van der Duyn van Maasdamweg - paardensport
- MFC De Noordsuythoeve, Noordbroek
- Sportcentrum De Kalkwijck, Nieuweweg - zwembad, sporthal, dojo, fitness
- Sportpark de Bouwte, Meeden
- Sportcentrum Ruitershorn, Helder Camaraweg, Muntendam
- Sportpark Foxhol, Julianastraat - voetbal, tennis
- De Kalkwijck, Nieuweweg  - voetbal, korfbal, hockey, tennis
- Sportpark Kiel-Windeweer, P. Venemakade - voetbal
- Sportpark Westerbroek, Vonderpad - voetbal, tennis
- Sportpark Sappemeer, Rijksweg Oost - tennis, voetbal
- Sportpark Zuidbroek
- Stal van Hoorn, Borgercompagnie - paardensport
- Tennisbanen Zuidbroek (Aloë), Muntendam, Meeden (Tiolo)
- Squash en Golf Centrum, Heveapad - squash, fitness, indoor golf
- IJsbanen te Meeden, Muntendam, Noordbroek, Zuidbroek
- Zwembad de Tobbe, Slochteren